# Burchaty
Burchaty [pronunciación en polaco: /burˈxatɨ/] es un pueblo ubicado en el distrito administrativo de Brańsk, dentro del Condado de Bielsk, Voivodato de Podlaquia, en el norte de Polonia oriental. Se encuentra aproximadamente a 10 kilómetros al sureste de Brańsk, a 22 kilómetros al suroeste de Bielsk Podlaski, y a 51 kilómetros al sur de la capital regional Białystok.